# Riccardo Chailly

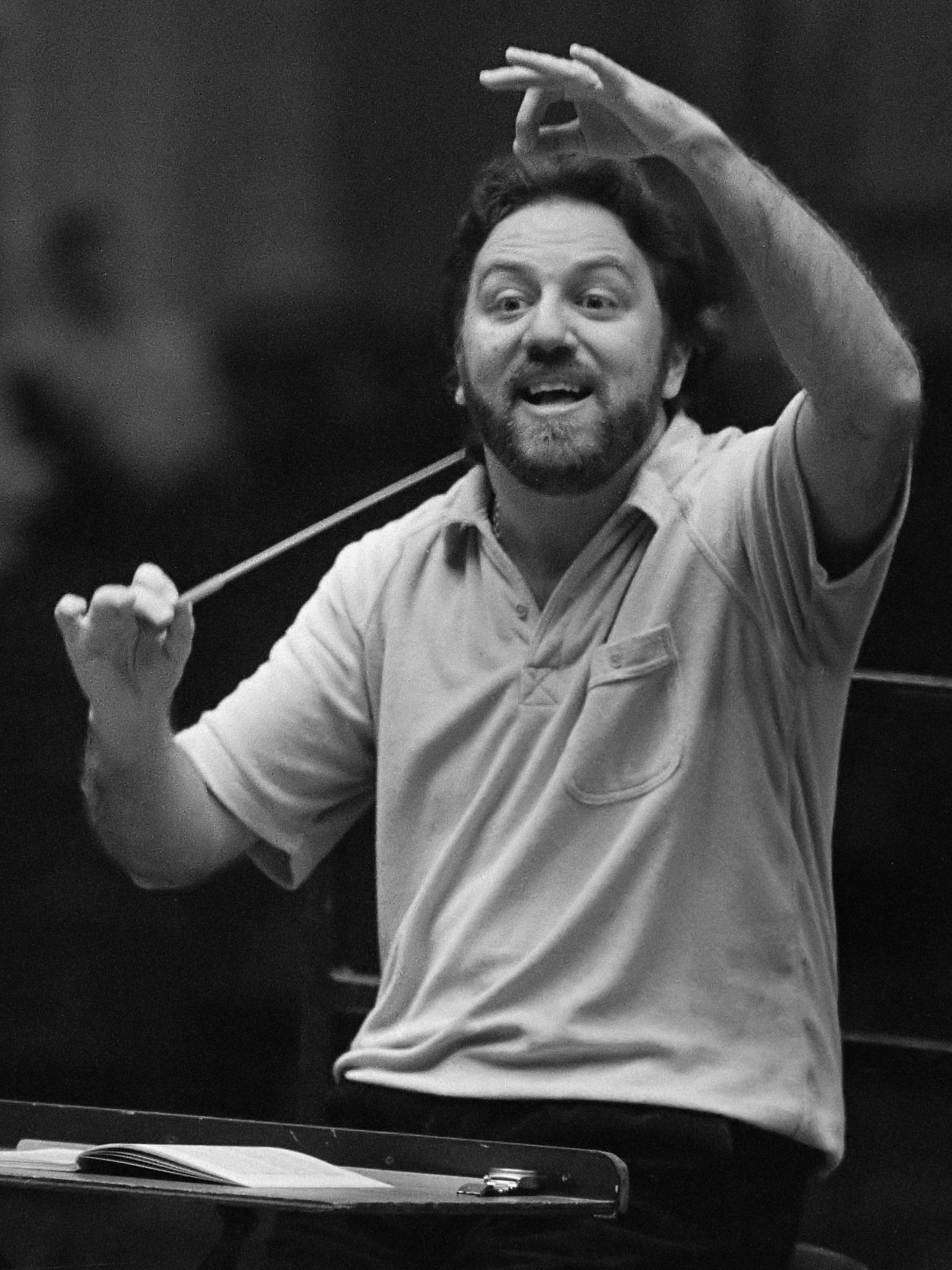
Riccardo Chailly (1986)

Riccardo Chailly [ʃɑˈji] (* 20. Februar 1953 in Mailand) ist ein italienischer Dirigent. Er ist seit 2015 Musikdirektor der Mailänder Scala. Zuvor war er von 1988 bis 2004 Chefdirigent des Concertgebouw-Orchesters in Amsterdam und von 2005 bis 2016 Gewandhauskapellmeister in Leipzig.

## Leben
Riccardo Chailly erhielt seine musikalische Grundausbildung von seinem Vater, dem Komponisten Luciano Chailly, bevor er am örtlichen Konservatorium in die Klasse von Franco Caracciolo eintrat. Er belegte Meisterkurse bei Piero Guarino in Perugia und Franco Ferrara an der Accademia Musicale Chigiana in Siena.
Sein Debüt gab Chailly 1970 in Mailand. Der Dirigent Claudio Abbado holte den 21-Jährigen als seinen Assistenten und zweiten Dirigenten an die Scala. Ab 1974 war er an den großen Opernhäusern der Welt tätig, so dirigierte er regelmäßig in Chicago und 1977 in San Francisco. Von 1982 bis 1989 war er Chefdirigent des Radio-Symphonie-Orchesters Berlin.
1985 debütierte er beim Concertgebouw-Orchester in Amsterdam, dort war er von 1988 bis 2004 als Chefdirigent tätig. Er dirigierte dort das Standardrepertoire, insbesondere die Symphonien von Mahler und Bruckner, aber erweiterte das Repertoire auch um zeitgenössische Werke und italienische Opern.
Seit 2005 war Riccardo Chailly Chefdirigent des Gewandhausorchesters Leipzig sowie Generalmusikdirektor der Oper Leipzig. 2008 legte er nach Differenzen, die durch den Leitungswechsel an der Oper entstanden waren, das Amt des Generalmusikdirektors nieder, verlängerte aber gleichzeitig seinen Vertrag als Gewandhauskapellmeister bis 2015. 2013 verlängerte er seinen Vertrag als Gewandhauskapellmeister bis 2020, beendete jedoch diesen Vertrag kurzfristig mit der Saison 2015/2016. Sein Nachfolger ist seit der Spielzeit 2017/2018 Andris Nelsons.
Seit Januar 2015 ist er Musikdirektor der Mailänder Scala, als Nachfolger von Daniel Barenboim. Hier dirigiert er auch ab 2016 Madama Butterfly. Seit Sommer 2016 ist Chailly der offizielle Nachfolger des 2014 verstorbenen Claudio Abbado als Chefdirigent des Lucerne Festival Orchestra, am 12. August 2016 gestaltete er die Festspieleröffnung mit Gustav Mahlers Achter Sinfonie, der sogenannten Sinfonie der Tausend.
Riccardo Chailly war 1973 mit der argentinisch-italienischen Violinistin Anahi Carfi verheiratet, mit der er eine 1974 geborene Tochter mit dem Namen Luana hat. Diese erste Ehe wurde nach kurzer Zeit geschieden. In zweiter Ehe ist er seit 1982 mit Gabriella Terragni verheiratet.

## Ehrungen
- 1992/93 Premio Abbiati
- 1998 Ritter des Ordens vom Niederländischen Löwen
- 1998 Großkreuz des Italienischen Verdienstordens
- 2003 Antonio-Feltrinelli-Preis
- 2006 Echo Klassik für Riccardo Chailly/Gewandhausorchester, Kategorie Ensemble/Orchester des Jahres, für Mendelssohn:  Ouvertüre Ein Sommernachtstraum und Lobgesang[3]
- 2007 Echo Klassik für Riccardo Chailly/Gewandhausorchester, Kategorie Sinfonische Einspielung des Jahres, für Schumanns Sinfonien Nr. 2 und 4[3]
- 2009 Leipziger Mendelssohn-Preis (Kategorie Musik)[4]
- 2012 Echo Klassik, Kategorie Dirigent des Jahres, für das Album Beethoven: The Symphonies[3]
- 2015 Echo Klassik für Riccardo Chailly/Gewandhausorchester, Kategorie Sinfonische Einspielung des Jahres, für die Serenaden von Brahms[3]

## Aufnahmen (Auswahl)
- DVD: Mahler: Sinfonie Nr. 2, mit Christiane Oelze (Sopran), Sarah Connolly (Mezzosopran), dem Gewandhausorchester zu Leipzig, MDR-Rundfunkchor Leipzig, Berliner Rundfunkchor und dem GewandhausChor, 2011, Accentus Music
- DVD: Mahler: Sinfonie Nr. 4, mit Christina Landshamer (Sopran) und dem Gewandhausorchester zu Leipzig, 2012, Accentus Music
- DVD: Mahler: Sinfonie Nr. 5, mit dem Gewandhausorchester zu Leipzig, 2013, Accentus Music
- DVD: Mahler: Sinfonie Nr. 6, mit dem Gewandhausorchester zu Leipzig, 2013, Accentus Music
- DVD: Mahler: Sinfonie Nr. 8, mit Erika Sunnegårdh (Sopran), Ricarda Merbeth (Sopran), Christiane Oelze (Sopran), Lioba Braun (Alt), Gerhild Romberger (Alt), Stephen Gould (Tenor), Dietrich Henschel (Bariton), Georg Zeppenfeld (Bass), dem Gewandhausorchester zu Leipzig, MDR-Rundfunkchor Leipzig, Chor der Oper Leipzig, GewandhausChor, Thomanerchor Leipzig, und dem GewandhausKinderchor, 2011, Accentus Music
- DVD: Mahler: Sinfonie Nr. 9, mit dem Gewandhausorchester zu Leipzig, 2014,  Accentus Music

## Schriften
- Das Geheimnis liegt in der Stille. Gespräche über Musik mit Enrico Girardi. Henschel, Berlin 2015, ISBN 978-3-89487-944-0.